# Allium sochense
Allium sochense là một loài thực vật có hoa trong họ Amaryllidaceae. Loài này được R.M.Fritsch & Turak. mô tả khoa học đầu tiên năm 2002.